# Anaceros humilis
Anaceros humilis is een hooiwagen uit de familie Biantidae. De wetenschappelijke naam van Anaceros humilis gaat terug op Lawrence.